# درناش
درناش (به لاتین: Dornach) یک بخش در سوئیس است که در کانتون سولوتورن واقع شده‌است.

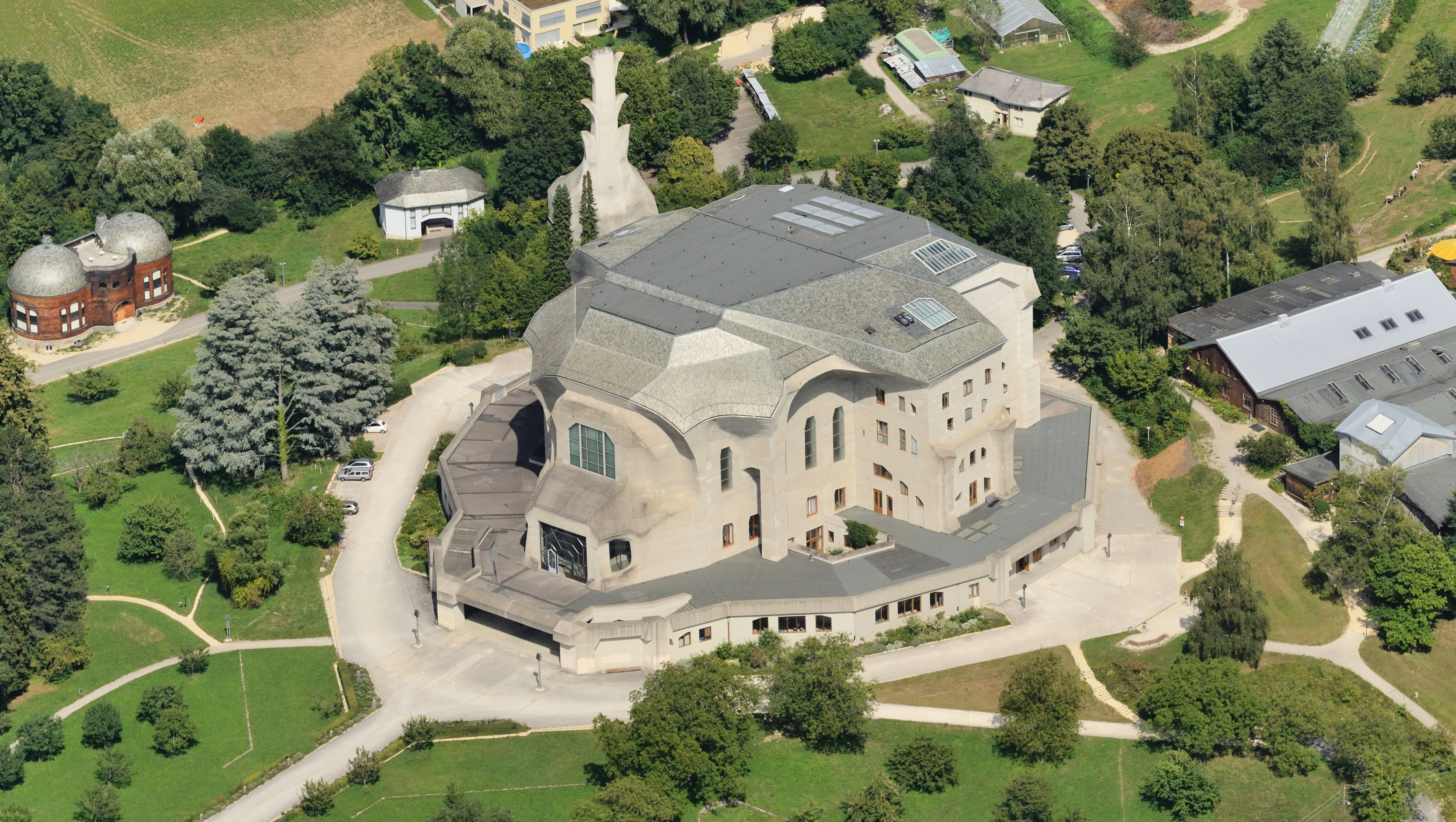
گوته‌آنوم در شهر درناش و در کانتون سولوتورن سوئیس قرار دارد، این مکان مرکز جهانی جنبش انسان‌شناسی است. این ساختمان توسط رودولف اشتاینر طراحی شد و به نام یوهان ولفگانگ فون گوته نامگذاری شد. این ساختمان شامل دو سالن نمایش (۱۵۰۰ صندلی)، گالری و فضاهای سخنرانی، یک کتابخانه، یک کتابفروشی و فضاهای اداری برای انجمن انسان‌شناسی است. ساختمان‌های مجاور امکانات تحقیقاتی و آموزشی جامعه را در خود جای داده‌اند. کنفرانس‌هایی با تمرکز بر موضوعات مورد علاقه عمومی یا معطوف به معلمان، کشاورزان، پزشکان، درمانگران و سایر متخصصان در طول سال در این مرکز برگزار می‌شود.